# Allroy's Revenge
Allroy's Revenge  è il secondo album in studio della band pop punk/melodic hardcore punk ALL, pubblicato nel 1989 dalla Cruz Records.

## Tracce
1. Gnutheme – 1:39
2. Fool – 1:35
3. Check One – 0:42
4. Scary Sad – 2:45
5. Man-O-Steel – 1:37
6. Box – 3:18
7. Copping Z – 2:47
8. Hot Rod Lincoln – 2:49
9. She's My Ex – 3:07
10. Bubblegum – 2:36
11. Mary – 3:18
12. Net – 4:09
13. No Traffic – 2:51
14. Carnage – 2:31

## Formazione
- Scott Reynolds – voce
- Bill Stevenson – batteria
- Karl Alvarez – basso, voce
- Stephen Egerton – chitarra